# Víctor Avendaño
Víctor Avendaño (5 de junio de 1907-1 de julio de 1984) fue un boxeador y árbitro de boxeo argentino, ganador de la medalla de oro en los Juegos Olímpicos de Ámsterdam 1928 en la categoría hasta 79 kg (mediopesado). Fue la primera medalla de oro obtenida por la Argentina en boxeo, disciplina que más medallas olímpicas ha aportado al medallero de ese país.

## Carrera
Avendaño se inició como boxeador en 1923, cuando tenía 15 años. Luego de obtener la medalla de oro en 1928 realizó nueve peleas profesionales. En 1945 inició una carrera como árbitro de boxeo hasta 1979, dirigiendo más de 2.500 peleas, cuatro de ellas por títulos mundiales.

## Medalla de oro de 1928
Avendaño obtuvo la medalla de oro en Ámsterdam luego de las siguientes victorias:
- a Sergio Ojeda de Chile, por puntos;
- a Donald Carrick de Canadá, por puntos (cuartos de final);
- a Don McCorkindale de Sudáfrica, por puntos (semifinal);
- a Ernst Pistulla de Alemania, por puntos (final).